# Ремсхалден
Ремсхалден (њем. Remshalden) општина је у њемачкој савезној држави Баден-Виртемберг. Једно је од 31 општинског средишта округа Ремс-Мур. Према процјени из 2010. у општини је живјело 13.461 становника. Посједује регионалну шифру (AGS) 8119090.

## Географски и демографски подаци
Ремсхалден се налази у савезној држави Баден-Виртемберг у округу Ремс-Мур. Општина се налази на надморској висини од 271 метра. Површина општине износи 15,2 km². У самом мјесту је, према процјени из 2010. године, живјело 13.461 становника. Просјечна густина становништва износи 889 становника/km².